# Cumberland
 For alternative betydninger, se Cumberland (flertydig). (Se også artikler, som begynder med Cumberland)
Cumberland var et grevskab i det nordvestlige del af England, med et indbyggertal (pr. 1961) på 294.303..